# Camillina aldabrae
Camillina aldabrae är en spindelart som först beskrevs av Embrik Strand 1907.  Camillina aldabrae ingår i släktet Camillina och familjen plattbuksspindlar. Inga underarter finns listade.